# Orlanka (przystanek kolejowy)
Orlanka – przystanek osobowy w Antonowie, w województwie podlaskim w Polsce, położony przy odcinku drogi powiatowej 1603B pomiędzy wsiami Orla i Szczyty-Nowodwory. W latach 2018–2020 wybudowano tam nowy peron.

## Ruch pasażerski
| Rok  | Wymiana pasażerska na dobę |
| ---- | -------------------------- |
| 2017 | –                          |
| 2022 | 0-9                        |